# Абе Масахиро
Абе Масахиро (阿部 正弘, 3. децембар 1819 – 6. август 1857) био је јапански политичар са титулом роџуа (главни саветник) у влади Токугава шогуната током Бакумацу периода у време доласка комодора Перија на његовој мисији обарања изолационе политике Јапана. Абе је био челни човек у потписивању 1854. године споразума из Канагаве као и остале сличне споразуме који су дошли после њега. Његово царско име било је Исе-но-ками.

## Биографија

### Младост
Абе Масахиро је рођен у породичној резиденцији ван Едо замка. Био је пети син Абе Масакијоа који је био пети даимјо области Фукујама. Након очеве смрти 1826. његов старији брат Масајасу постаје даимјо Фукујаме, а Абеови се селе ближе Едо замку, у средишњу резиденцију у Хонгу (тада део Еда а данас насеље Бункјо у Токију). Нешто касније, током 1836. године Масајасу поставља свог брата за будућег наследника а положај даимјоа наследиће након његовог повлачења 25. децембра 1836.
Ране 1837. године, Масахиро напушта Едо и одлази за Фукујаму како би званично преузео дужности своје области. То ће бити једини пут да тамо борави будући да је због послова високог бирократе у шогунату (али и због санкин котаи система) обавезе приморале да борави у Еду.

### Каријера у Токугава влади
Масахиру је додељена дужност сошабана (господара церемоније) 1. септембра 1838, а већ две године касније (15. маја 1840) добија нову титулу џиша-буншо (магистар светиња и храмова). Један од његових задатака био је да нареди уништење секте Ничирен, храма Кано-џи будући да су његови свештеници умешани у скандал са женама у Окуу (женски огранак у Едо замку) под шогуном Ијенаријем.
У септембру 1843. године, са својих 25 година, Абе постаје роџу и сели породичну резиденцију ближе Едо замку у месту данас познат као насеље Отемачи. Затим постаје и роџу шуза (老中首座, председавајући вишег савета) у септембру 1845. након што је ту позицију изгубио Мизуно Тадакуни због неуспеха по питању Тенпо реформи. Абе је задржао ову позицију током администрације шогуна Ијејошија и Ијесаде радећи у интересу земље и шогуната.
Године 1852. надгледао је реконструкцију западног зида/утврђења Едо замка и за то био награђен повишицом од 10.000 кокуа за своје услуге. У међувремену чувао је шогунат од страног спољнополитичког утицаја посебно при избијању Првог опијумског рата, инсистирајући на јачању одбране на обалама како би се сачувала тада актуелна и на снази изолациона политика.

### Перијева експедиција и догађаји после
Године 1852, САД шаље комодора Метју Пери са својом флотом бојних бродова да примора јапанску владу да отвори своје границе по потреби и слиом. Са своја четири брода Пери је стигао 8. јула 1853. у Урагу у близини обала Еда. Након што је одбио јапанске захтеве да се врати, тј. окрене своје бродове до луке Нагасаки која је тада једина била одређена за долазак страних (већином холандских) бродова и припретио отварањем ватре, дозвољено му је да пристане у оближњој Курихими где је 14. јула коначно предао писмо од стране америчког председника.
Упркос дебатама које су трајале годинама о отварању граница и изолационој политици, изненадни долазак Перија и његовог писма донели су велику кризу међу вазалима шогуната. Сам шогун, Токугава Ијејоши, умро је неколико дана након Перијевог одласка а наследио га је његов болешљиви син Токугава Ијесада, остављајући администрацију у рукава већа старијих (роџуа) које је предводио Абе Масахиро. Абе је осетио да је у том тренутку Јапану немогуће да се одбрани од војне снаге и морнарице САД али није био спреман да предузме било какву радњу на властиту руку за такву ситуацију без преседана. Због тога организује неку врсту референдума питајући остале даимјое за мишљење како влада шогуната треба да се постави у оваквом случају. Ово је био први пут да влада шогуната организује овакав тип јавне дебате што ће касније становништво видети као слабост шогуната да донесе важне одлуке. Сумирање референдума није успело да Масахиру обезбеди задовољавајући резултат јер од 61 одговора, 19 је било за испуњење америчких захтева, 19 против, 14 је изразило забринутост за могући предстојећи рат, седморо је предложило да се направи привремена концесија, а двоје су јавили да ће једноставно прихватити шта год буде одлучено.
Пери се вратио у Јапан 13. фебруара 1854. са још већом морнаричком снагом од девет бродова дајући до знања да неће напустити земљу све док се не потпише споразум о отварању лука. Преговори су почели 8. марта и трајали су укупно месец дана. Јапанци су прихватили скоро све захтеве осим једног за које се Пери сложио да га тренутно одбаце. Као резултат преговора 31. марта је потписан споразум из Канагаве на месту на ком ће временом нићи град Јокохама. Иако је имао велику улогу као политичар Абе није лично потписао споразум (или учествовао у преговорима) јер је већину посла препустио Хајаши Акири. Слични споразуми врло брзо су потписани са Русијом, Холандијом и Британијом.
Абе је убрзо критикован од стране тозама даимјоа, царског двора и разних других група због препуштања захтевима странаца. У септембру 1855. присиљен је да напусти свој положај у влади где га је у октобру заменио Хота Масајоши.

### Каснији живот и смрт
Иако је напустио положај роџу шуза, Абе и даље остаје део роџуа и наставља да ради имајући значајног утицаја на политику. Упркос неизвесном стању финансија у својој области Фукујама, изградио је академију која се бави рангакуом (западним наукама) у циљу модернизације војске. Такође је подржавао мишљење да треба допустити талентованим људима да раде и школују се на високим позицијама чак иако су рођени у нижој класи попут земљорадника и трговаца. Подржавао је оснивање Морнаричке школе у Нагасакију и укидање ограничења за изградњу великих пловила у океану.
Абе Масахиро умире 6. августа 1857. у својој 39 години, највероватније као последица канцера. На позицији даимјоа наслеђује га његов сестрић Абе Масанори.